# Janusz Kotliński
Janusz Kotliński (Łódź, Voivodat de Łódź, 19 de febrer de 1946) va ser un ciclista polonès que va córrer durant els anys 70 del segle xx. Es dedicà principalment al ciclisme en pista.
El 1975 i 1976, fent parella amb Benedykt Kocot, guanyà el Campionat del món de tàndem. Però el del 1975, se li va anul·lar degut a no passar un control antidopatge

## Palmarès
- 1967
  -  Campió de Polònia de tàndem
- 1969
  -  Campió de Polònia de velocitat
- 1970
  -  Campió de Polònia de velocitat
  -  Campió de Polònia de tàndem
- 1971
  -  Campió de Polònia de velocitat
- 1973
  -  Campió de Polònia de velocitat
  -  Campió de Polònia de tàndem
- 1974
  -  Campió de Polònia de velocitat
  -  Campió de Polònia de tàndem
- 1975
  -  Campió del món de tàndem (amb Benedykt Kocot)[2]
  -  Campió de Polònia de velocitat
  -  Campió de Polònia de tàndem
- 1976
  -  Campió del món de tàndem (amb Benedykt Kocot)
  -  Campió de Polònia de tàndem
- 1977
  -  Campió de Polònia de tàndem
- 1978
  -  Campió de Polònia de velocitat
  -  Campió de Polònia de tàndem
- 1979
  -  Campió de Polònia de tàndem